# Fédération qatarienne de rugby à XV
La Fédération qatarienne de rugby à XV (officiellement en anglais : Qatar Sports Committee for Rugby and Hockey) est l'instance qui régit l'organisation du rugby à XV au Qatar.

## Historique
En 1974, plusieurs clubs et associations bahreïniens, émiratis, qataris et saoudiens se rassemblent autour d'un projet commun, donnant ainsi naissance à la Gulf Rugby Football Union, la Fédération du golfe Persique. Cette dernière permet ainsi l'organisation de compétitions extranationales entre clubs des pays membres, dès la saison 1975-1976,. Siégant à Dubaï, elle étend son périmètre d'action aux États membres du Conseil de coopération du Golfe : l'Arabie saoudite, le Bahreïn, les Émirats arabes unis, le Koweït, l'Oman, le Qatar. En 2008, dans le cadre de son plan de croissance et de développement en Asie de l'Ouest, les instances de l'IRB engagent des négociations afin de conduire à la création de nouvelles fédérations nationales. Cette étape a pour conséquence directe la dissolution de la Fédération du golfe Persique le 31 décembre 2010,.
Au Qatar, en aval de cette dissolution de la fédération multinationale, la création d'une entité nationale qatarienne consacrée au rugby est rapidement actée, permettant à l'équipe nationale masculine de disputer des test matchs officiels dès 2011.
En décembre 2015, le comité olympique du Qatar fait fusionner trois des fédérations sportives nationales du pays, celles de rugby à XV, de hockey et de cricket. Plus tard, le cricket sortira du périmètre de l'organisme.
La fédération devient en 2020 membre d'Asia Rugby, organisme continental du rugby. La même année, elle devient au mois de mai membre associé de World Rugby, organisme international du rugby, avant de devenir membre à part entière en mai 2023.
Elle est également membre du comité olympique du Qatar.

## Identité visuelle

Évolution du logo
Ancien logo de la Qatar Rugby Federation.
Ancien logo de la Qatar Rugby Federation.
Logo « rugby » de la Qatar Sports Committee for Rugby and Hockey.

## Présidents
Parmi les personnes se succédant au poste de président de la fédération, on retrouve :
- Youssef Jaham[7]
- Yousef Al-Kuwari[10]